# فارمینگ‌ویل (نیویورک)
فارمینگ‌ویل (به انگلیسی: Farmingville) یک منطقهٔ مسکونی در ایالات متحده آمریکا است که در شهرستان سافک، نیویورک واقع شده‌است. فارمینگ‌ویل ۱۰٫۷ کیلومتر مربع مساحت و ۱۵٬۴۸۱ نفر جمعیت دارد و ۳۲ متر بالاتر از سطح دریا واقع شده‌است.